# Унтерферінг
}}
Унтерферінг (нім. Unterföhring) — громада в Німеччині, розташована в землі Баварія. Підпорядковується адміністративному округу Верхня Баварія. Входить до складу району Мюнхен.
Площа — 12,80 км2. Населення становить 11 236 ос. (станом на 31 грудня 2020).